# Bjergprædikenen
Bjergprædikenen er en tale, som Jesus ifølge Matthæusevangeliet kapitel 5-7 holdt i løbet af sine vandringer i Israel. Den indeholder bl.a. Saligprisningerne og Fadervor samt de 6 såkaldte antiteser som Jesus indleder med "I har hørt at der er sagt... men jeg siger jer.." f.eks Jus talionis – princippet.
Bjergprædikenen er af forfatteren til Matthæusevangeliet sat op som modstykke til overrækkelsen af de 10 bud /dekalogen på Sinaibjerget (2. Mosebog kapitel 20) og en understregning af, at med Jesus er der blevet indgået en ny pagt, et nyt testamente.
Bjergprædikenen er udtryk for en radikalisering af Moseloven.
Nu er det ikke længere nok at overholde loven, nu skal motivet bag handlingen også være godt ("motivaspektet"). Dette aspekt underminerer fundamentet for de jødiske skriftkloge, nu er der ikke længere brug for dem, eftersom at kun Gud kender menneskets tanker.
Bjergprædikenen er igennem tiden blevet fortolket forskelligt:
Nogle har tolket Jesu radikalisering som møntet udelukkende på vandrerkarismatikerne. Andre, heriblandt Luther, tolkede den som det uopnåelige, hvis eneste funktion var/er at få folk til at indse, at frelsen udelukkende fås gennem troen, ikke ved overholdelse af loven.
Den katolske kirke har tolket Jesu radikalisering som gældende for dem, der gerne ville være fromme, altså munke, nonner etc., mens almindelige kristne bare skal overholde de almindelige bud.